# 尼德兰 (科罗拉多州)
尼德兰（英語：Nederland）是美国科罗拉多州博尔德县下属的一座法定城鎮。建鎮于1885年11月15日，面积大约为1.582平方英里（4.098平方公里）。根据2010年美国人口普查，该鎮有人口1,445人。2011年估计该鎮有人口1,470人，相比2010年人口增长率为1.73%。同时，论人口该鎮是科罗拉多州第125大城市。